# Tomáš Cihlář
Tomáš Cihlář (ur. 24 czerwca 1987 w Znojmie) – czeski piłkarz występujący na pozycji lewego obrońcy w czeskim klubie Sokol Tasovice.